# سید هادی بهادری
سید هادی بهادری (زاده ۱۰ اسفند ۱۳۵۷)در شهر اروميه، سیاستمدار و استاد دانشگاه ایرانی است، که در مجلس دهم به‌عنوان نماینده ارومیه فعالیت میکرد. او همچنین استاد تمام گروه مهندسی عمران دانشگاه ارومیه است.
وی دانش‌آموخته کارشناسی مهندسی عمران از دانشگاه صنعتی شریف، کارشناسی ارشد مهندسی عمران گرایش خاک و پی و دکتری ژئوتکنیک لرزه از دانشکده فنی دانشگاه تهران می‌باشد.

## زندگی‌نامه
هادی بهادری در تاریخ ۱۰ اسفندماه سال ۱۳۵۷ در شهر اورمیه  زاده شد. وی تحصیلات تکمیلی را تا اخذ مدرک دیپلم متوسطه در زادگاهش سپری کرد، سپس در پی اخذ رتبه ۶۴ در آزمون کنکور سراسری سال ۱۳۷۵ در رشته مهندسی عمران دانشگاه صنعتی شریف پذیرفته شد.

## تحصیلات
- کارشناسی مهندسی عمران گرایش عمران از دانشگاه صنعتی شریف (۱۳۷۹)
- کارشناسی ارشد مهندسی عمران گرایش خاک و پی از دانشکده فنی دانشگاه تهران (۱۳۸۱)
- دکتری ژئوتکنیک لرزه از دانشکده فنی دانشگاه تهران (۱۳۸۷)

## دوره دهم مجلس
وی که در لیست ائتلاف فراگیر اصلاح‌طلبان: گام دوم قرار داشت توانست با کسب ۲۲۰٬۱۹۷ رای از مجموع ۳۵۴٬۱۰۸ رای معادل ۶۲٫۱۸٪ درصد آرا در دور دوم انتخابات با عنوان نفر اول و به همراه روح‌الله حضرت‌پور طلائیه به مجلس راه پیدا کند.